# Mohammad Ghazali

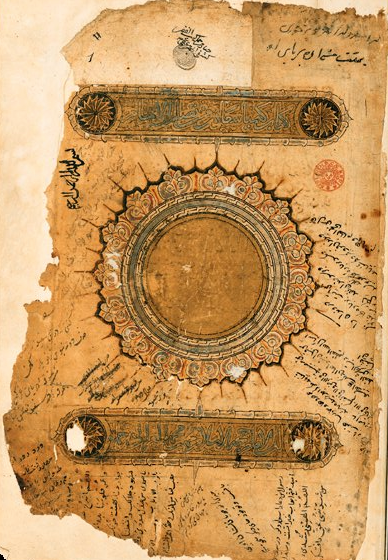
1308 års persiska utgåva av Ghazalis persiska verk Kīmiya-ye saʿādat ("Glädjens alkemi"). Exemplaret tillhör Bibliothèque nationale de France.

Abu Hamed Mohammed pesar-e (ebn-e) Mohammed Ghazali, persiska: ابو حامد محمد پسر محمد غزالى eller bara الغزالى, född 1058, död 1111, var en persisk muslimsk teolog. Ghazali är känd under många namn. Muslimska författare brukar använda Abu Hamed som betyder "Hameds far" för att inte sammanblanda honom med hans bror, den berömde mystikern Ahmad Ghazali. Hans eget namn var Muhammed, men han är mest känd som Ghazali (al-Ghazali) eller Algazel; i svensk translitterering även Al Gassali eller Algasel.
Han föddes år 1058 i Tus i Khorasan, en region i Persien i nuvarande Iran. Det var i Tus han fick sin grundutbildning och sedan begav han sig till Gurgan vid Kaspiska havet för fortsatta studier i juridik. Omkring år 1077 flyttade Ghazali till Nishapur och började intressera sig för teologi. Det är troligen här som Ghazali mötte den persiske filosofen al-Juwani och även började intressera sig för filosofi. År 1085, samma år som Juwanis död, fick al-Ghazali en framskjuten plats bland Nizam al-Mulks studenter och forskare vilket resulterade i att han blev anställd som professor vid högskolan Nizamiyya i Bagdad år 1091.
Ghazalis popularitet bland européer kan bero på att hans verk är lättillgängliga och att de teologiska resonemangen är besläktade med europeisk teologi. Ghazali argumenterade emot den andra vågen av grekiskt (hellenistiskt) influerat tänkande som Avicenna (d.1037) med flera var en del av. Ghazali förde tänkande vidare genom att koppla samman filosofi och teologi. I boken The Inconsistency (Incoherence) of the Philosophers, Avfärdandet av filosofin (Tahāfut al-Falāsifaʰ), på arabiska تهافت الفلاسفة, argumenterar han emot nyplatonismen. Ghazali var dock inte helt negativ till den andra vågens hellenism, utan har skrivit mycket om Aristoteles' logiska slutledning (syllogism). Ghazalis resonemang var överlägsna de tidigare al-Ash’ari-tänkarna som använde sig av mu’tazilitisk argumentation och den arabiske historikern Ibn Khaldun menade att al-Ghazali var den första som skrev som moderna teologer.
Ghazali insåg teologins och filosofins begränsningar. Mänsklig tankeverksamhet leder inte till närhet till Gud. Han anammade sufismen och sökte närhet till Gud genom mystiken. Teologins funktion och mening minskade och Ghazali menade att den var en livlina för den troende. Det var inte så att Ghazali helt hade tagit avstånd från teologin och ulema, utan vid den här tiden var sufismen en del av den sunnitiska traditionen. Teologin och de vedertagna plikterna som beskrivs i shari’a slutar där tar sufismen vid. Ghazali menade att ett sant sufiskt leverne bestod i att troget efterleva de vedertagna plikterna och inte förrän då kunde man nå en högre position, närmare Gud. 
Ghazali fortsatte att publicera verk efter att han blivit sufier, men det är osäkert om alla texter verkligen är skrivna av honom. Det är vanligt i Orienten att en framstående tänkare tillskrivs verk och idéer som publicerats efter personens död.